# Інверсійний словник

Фрагмент сторінки інверсійного словника

Інверсі́йний або зворотний словник — словник, в якому слова розташовуються з урахуванням алфавіту не від початку слова до кінця (як у більшості словників), а від кінця до початку. Для зручності пошуку вирівнювання списку слів у такому словнику йде не за лівим, а за правим краєм (для мов з читанням зліва направо).
Зворотні словники складаються для мов, у яких кінець слова (закінчення, суфікси) грає велику граматичну роль. Можуть бути корисними при вивченні словотвору (суфіксального, постфіксального) і особливостей будови кінця слів. У комп'ютерній лінгвістиці вони використовуються як основа для складання і перевірки словників словоформ. Також можуть бути використані як римівник.

## Українські інверсійні словники
- Український зворотний словник / Василь Ніновський — Мюнхен-Едмонтон, 1969
- Інверсійний словник української мови: Методичні матеріали до спецсемінару з українського словотвору / Уклад. С. П. Бевзенко, А. Т. Бевзенко та ін. — Одеса. — 1971–1976 (3 випуски).
- Інверсійний словник української мови / Уклад. С. П. Бевзенко, О. І. Бондар та ін. — Київ: Наукова думка, 1985.
- Обернений частотний словник сучасної художньої прози / Уклад. Т. О. Грязнухіна, Н. П. Дарчук, Є. А. Карпіловська та ін. — К.: Спалах, 1998. — 960 с.
- Інверсійний словник-індекс до «Словника мови Шевченка» / Упорядник Т. Шевченко. — Запоріжжя, 2000. — 116 с.
- Граматичний словник української літературної мови. Словозміна / Відп. ред. Н. Ф. Клименко. — К.: Вид. дім Дмитра Бураго, 2011. — 760 с.

## У мережі
- «Інверсійний словник української мови» на сайті Інституту мовознавства ім. О. О. Потебні [Архівовано 18 серпня 2013 у Wayback Machine.]